# 2070年代
2070年代（にせんななじゅうねんだい）は、西暦（グレゴリオ暦）2070年から2079年までの10年間を指す十年紀。この項目では、国際的な視点に基づいた2070年代について記載する。

## 予定・予測される主なできごと

### 2070年
- F-35ライトニングIIがこの頃退役する予定。

### 2071年
- 9月16日 - 小惑星状物体 2000 SG344 が地球に接近。衝突確率は1100分の1程度と推定されるが、サイズが概ね37mと小さいためトリノスケールは0となっている[1]。

### 2074年
- 皆既日食が起こる予定

### 2079年
- 日本の人口が約5400万〜9800万人程度にまで減少するという予測がある[2][3]。